# ジェリー・ホートン
ジェリー・アラン・ホートン（Jerry Allan Horton、1975年3月10日 - ）は、アメリカ合衆国のギタリストである。ロック・バンドのパパ・ローチのメンバーである。

## 来歴
ホートンはストレートエッジの様式に即した生活を送っているが、自分自身をストレートエッジであるとは自認していない。